# ライスター (メーカー)
ライスターは、1949年にカール・ライスターが創立したライスター社（Leister AG ）の名称、または同社が開発した熱風溶接機の通称である。
ライスター社は、熱風溶接機・産業用ヒーター・レーザー溶着システムを取り扱う中核部門のライスターテクノロジーズ社、小型赤外線光源・レーザーガスセンサー・ガスフローセンサー・マイクロ光学部品を取り扱うアクセトリス社、家庭DIY向け熱風機を取り扱うウエルディー社からなるグループ会社を統括するホールディングカンパニーとなっている。
統括拠点はスイス・ザルネン及び隣接するケギスヴィールにある。

## 概要
ライスター社は、トンネルや土木現場向け遮水・防水シート、プールや屋上・ベランダなど向け防水シート、室内装飾・床シートなどを溶接・溶着する為の熱風機のメーカー、また、シュリンクフィルムや予備加熱向けなど産業用ヒーター装置のメーカーであると共に医療器、自動車部品、電子部品などのプラスチック溶着向けのレーザー溶着機のメーカーでもある。

## 沿革
- 1949年 カール・ライスターがドイツで創業。
- 1950年 ハンディー型小型掃除機 Leister FIX W200 を発売。
- 1954年 最初の熱風機 Leister KOMBI を発明。
- 1959年 ドイツ・デュッセルドルフのKメッセに熱風機を出品。
- 1963年 スイス・カギスヴィルへ支店を開設。
- 1966年 スイス・カギスヴィルへ生産工場を設立。
- 1967年 産業用ヒーター製造ライン稼働。
- 1977年 生産拠点、営業拠点をドイツよりスイスへ移転。
- 1979年 モーターの内製化。
- 1980年 社員総数150名体制。
- 1992年 世界41ヶ国へ販売・サービス代理店ネットワークを構築。
- 1993年 クリスチャン・ライスターがプレジデントに就任。
- 1998年 アクセトリス事業が活動開始。レーザー溶着システム生産ライン稼働。スイス・ザルネンにて新社屋完成。
- 1999年 社員総数290名体制。
- 2000年 ライスターテクノロジーズ 米国現地法人を開設
- 2004年 ライスターテクノロジーズ 中国現地法人を開設
- 2008年 カギスヴィルの新社屋“コックピット”に本社機能を移転。
- 2009年 ライスターテクノロジーズ 日本現地法人を開設
- 2011年 グループ会社を再編し、ホールディングカンパニー制を開始。
- 2012年 ライスターテクノロジーズ インド現地法人を開設
- 2013年 ライスターテクノロジーズ オランダ及びイタリア現地法人を開設
- 2014年 米国シームテック社を買収。社員総数620名体制。日本現地法人本社を大阪へ移転。
- 2019年 日本現地法人本社を横浜へ移転。

## 組織および事業に関するデータ
Leister AG は、ライスターグループの持株会社であり、2011 年から、スイスのオプヴァルデン州のケギスヴィールに本社があります。グループには、以下の会社が含まれます：
- Leister Technologies AG
- Axetris AG
- Ascent GmbH
- Leister Technologies LLC USA
- Leister Technologies Benelux B.V.
- Leister Technologies Deutschland GmbH
- Leister Technologies Italia srl.
- Leister Technologies China Ltd.
- Leister Technologies India Pvt Ltd.
- Leister Technologies KK Japan

スイスの会社は、主に研究と生産に携わっています。プラスチック溶接、プロセス加熱 (1967年以降)、レーザープラスチック溶接 (1998年以降) を事業領域としている、Leister Technologies AG が、当社の原点です。熱可塑性合成材料の溶接、産業用プロセス加熱の熱風モジュール、レーザープラスチック溶接向けの装置を製造しています。
Axetris AG は、ガスセンサーや微小光学のフィールドで展開しています。この分野での活動は 1998 年に始まりました。Axetris は、2011 年から、グループ内の独立企業です。登録オフィスは、ケギスヴィールです。Ascent GmbH も、ライスターグループのスイス企業の一員です。
7 つの国際的部門は、ライスター製品やサービスの販売に集中しています。Aachen (ドイツ、1999 年以降)、Itasca (米国、2000 年以降)、上海 (中国、2004 年以降)、チェンナイ (インド、2007 年以降)、Osaka (日本、2011 年以降)、バンホーテン (オランダ、2012 年以降)、ミラノ (イタリア、2013 年以降) に支社があります。

## 受賞
- 1999 - ヨーロッパ・ソーラー賞候補
- 2000 - 100 µm 溶接精度でのレーザーマスク溶接に対するスイス技術賞
- 2004 - レーザーグローボ溶接、直接圧力による 3D 輪郭プロセスに対するスイス技術賞
- 2013 - IGNITER BR4 および BM4 に対するレッドドット設計賞。
- 2013 - ゴールデンガス賞 2013 を受賞した Airwell+7 は、Axetris の LGD F200 ガス検出器をベースとしています。
- 2014 - ライスターグループが、Prix SVC Central Switzerland の第 2 位を受賞。子会社である Axetris AG の革新性が、受賞の主な理由として言及されています。
- 2015 - ドイツ設計賞で、点火ブロワー IGNITER BM4/BR4 は、ドイツ・デザイン評議会から、「Excellent Product Design – Industry、Materials and Health Care」カテゴリで特別賞を受賞しています。

## 社会貢献
Leister AG は、スイスの Schwingverband のリードスポンサーです。
ライスター財団は、2007 年に設立されました。芸術、文化、教育、科学を専門としています。この財団は、ETHZ 財団、EPFL、Technorama と連携しています。また、Sarner See の ErstKlassik コンサートシリーズなどの地域プロジェクトもサポートしています。